# Oregon Route 180
Az Oregon Route 180 (OR-180) egy oregoni állami országút, amely kelet–nyugati irányban az eddyville-i Crystal Creek Looptól a 20-as szövetségi országút blodgetti csomópontjáig halad.
A szakasz Eddyville–Blodgett Highway No. 180 néven is ismert.

## Leírás
Az útvonal az eddyville-i Crystal Creek Loopnál kezdődik, a szakasz elején a 26-os szövetségi út korábbi nyomvonalát követi. Északkeleti irányban számos hajtűkanyart leírva és vasúti átjárón áthaladva Nortonsba érkezik, ahonnan délkeletre halad, majd Nashville-ben a 411-es úttal történő találkozása után egy újra délkeletre fordulva eléri Summitot. A pálya Blodgettben végződik, ahonnan a 26-os úton Corvallis és Newport felé lehet haladni.